# Trigonella hierosolymitana
Trigonella hierosolymitana är en ärtväxtart som beskrevs av Pierre Edmond Boissier. Enligt Catalogue of Life ingår Trigonella hierosolymitana i släktet trigonellor och familjen ärtväxter, men enligt Dyntaxa är tillhörigheten istället släktet trigonellor och familjen ärtväxter. Arten har ej påträffats i Sverige. Inga underarter finns listade i Catalogue of Life.